# Nant-le-Petit
Nant-le-Petit település Franciaországban, Meuse megyében. Lakosainak száma 77 fő (2022. január 1.). Nant-le-Petit Fouchères-aux-Bois, Maulan, Ménil-sur-Saulx, Nant-le-Grand és Stainville községekkel határos.

## Népesség
A település népességének változása:
| Lakosok száma | 87   | 75   | 106  | 86   | 84   | 82   | 78   | 75   | 75   | 77   |
|               | 1968 | 1982 | 1990 | 2006 | 2013 | 2015 | 2017 | 2019 | 2020 | 2022 |